# ALOCO
ALOCO (アロコ) はハワイに関する情報を発信するWEBメディア、アプリである。
又、その情報はハワイ情報TV番組であるMade in Hawaii TVとも一部連動している。
株式会社MOAが運営する。

## 概要
主として、ハワイの最新ニュース、日本でのハワイイベント情報、ハワイに在住するインフルエンサーによる人気スポットの紹介などを提供する。
現在のところ、会員登録は不要で、無料で使用が可能である。